# Kiikala

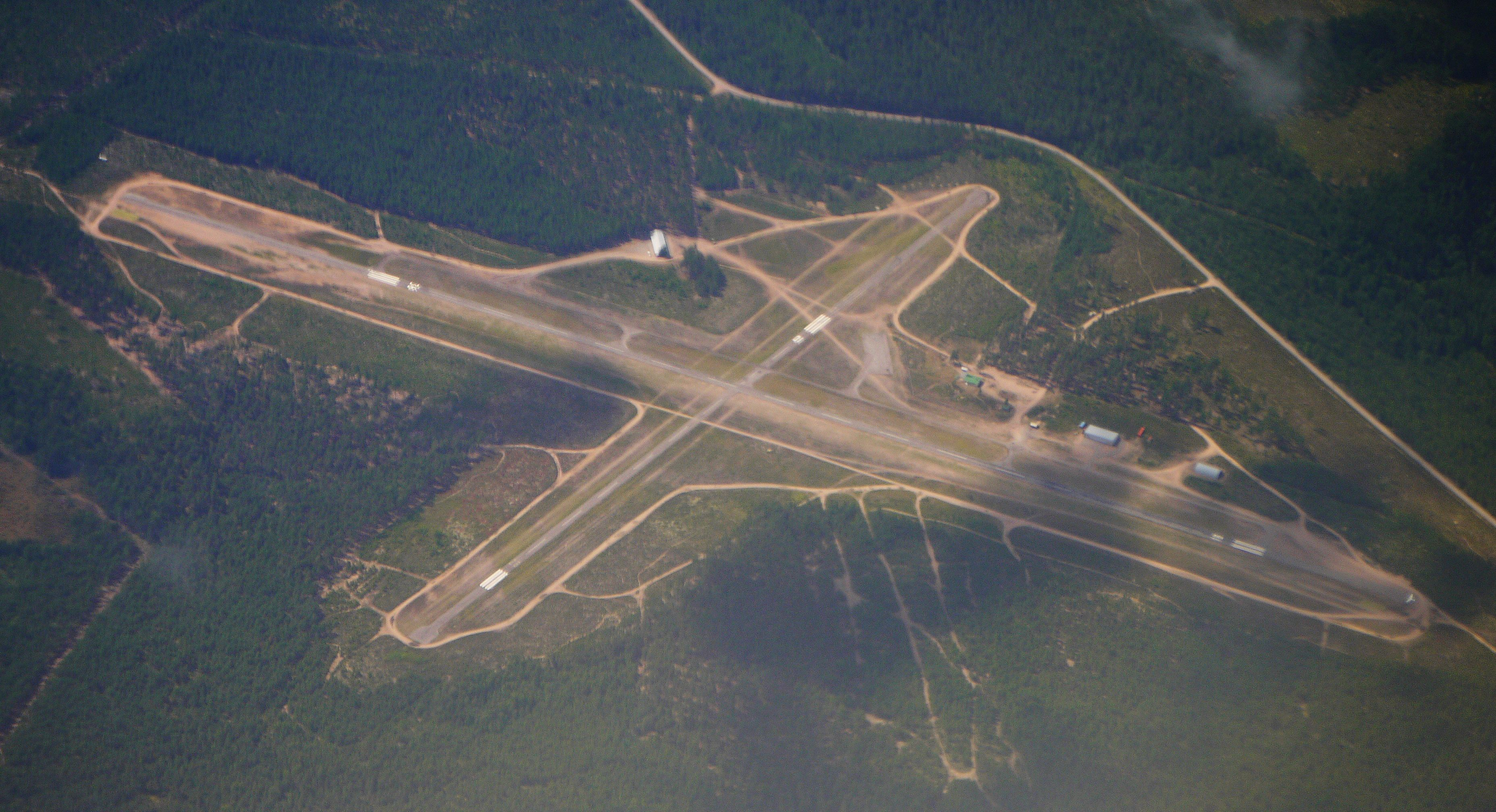
Kiikala flygplats.

Kiikala var en kommun i landskapet Egentliga Finland i Finland. Kommunen hade 1 813 invånare (2008), på en yta av 245,30 km².
Den 1 januari 2009 förenades Kiikala jämte Bjärnå, Finby, Halikko, Kisko, Kuusjoki, Muurla, S:t Bertils och Suomusjärvi med Salo stad.
Kiikala var enspråkigt finskt.
I den före detta kommunen finns Kiikala flygplats. Kiikala hembygdsmuseum hör nu till Salos historiska museum Samu. Kiikala församling grundades i slutet av 1500-talet.